# Cúp futsal Địa Trung Hải
Cup futsal Địa Trung Hải là giải futsal dành cho các đội tuyển đến từ các nước thuộc vùng Địa Trung Hải.

## Kết quả
| 2010 Chi tiết | Tripoli, Libya | Croatia | 3 – 1 | Libya | Slovenia | 4 – 2 | Pháp |

## Xếp hạng
| # | Đội      | Vô địch  | Á quân   | Hạng ba  | Hạng tư  |
| - | -------- | -------- | -------- | -------- | -------- |
| 1 | Croatia  | 1 (2010) |          |          |          |
| 2 | Libya    |          | 1 (2010) |          |          |
| 3 | Slovenia |          |          | 1 (2010) |          |
| 4 | Pháp     |          |          |          | 1 (2010) |